# Raggtäckvävare
Raggtäckvävare (Centromerita bicolor) är en spindelart som först beskrevs av John Blackwall 1833.  Raggtäckvävare ingår i släktet Centromerita och familjen täckvävarspindlar. Arten är reproducerande i Sverige. Inga underarter finns listade i Catalogue of Life.